# Arquitectura del Tíbet
La arquitectura del Tíbet, que se remonta a hace 1300 años, presenta influencias indias y chinas a la par que motivos budistas y tipologías propias, fruto de la adaptación al clima frío y árido de la elevada meseta tibetana. El palacio de Potala es considerado el mayor ejemplo de la arquitectura regional.

## Desarrollo
Al comienzo de la introducción del budismo en el Tíbet, los edificios religiosos se consideraban lugares para consagrar tesoros misteriosos y auspiciosos, al igual que los objetos venerados por la creencia Bön. Las tipologías propias del budismo tibetano se desarrollaron gradualmente desde nichos y salas rituales hasta complejos de edificios independientes. Finalmente se separaron de las arquitectura palaciega, después de la amplia difusión del budismo y el fuerte apoyo de Songtran Ganpo y sus sucesores hace 1300 años. Pese a que los primeros templos budistas se construyeron bajo el patrocinio de los gobernantes tibetanos, más tarde los creyentes comenzaron a financiar la construcción de los monasterios.
Pese a la influencia china e india, el Tíbet presenta estilos propios derivados de la adaptación a su entorno. Los primeros monumentos religiosos que se conservan se basan en prototipos indios. Los templos y monumentos posteriores, construidos después del período de la segunda difusión del budismo, son muy similares a la arquitectura vernácula tibetana y muestran una influencia arquitectónica extranjera limitada. Las primeras estructuras defensivas existentes también parecen estar basadas en diseños y tecnologías regionales.
Tras la anexión del Tíbet por China muchos monasterios fueron desatendidos y dañados. A partir de la década de 1980, los fieles locales comenzaron e revertir esta situación mediante la restauración y el mantenimiento de los templos en mal estado.

## Características
El estilo de vivienda más común en el Tíbet consiste en una torre de piedra blanca, parecida a una fortificación militar. Las casas de civiles suelen tener dos pisos; el primero es destinado para el ganado, mientras que la familia vive en el segundo. La planta superior se compone de salas de estar, trasteros y un santuario. Muchas de estas estructuras están construidas orientadas hacia el sur en sitios elevados y soleados. Las paredes suelen tener una pendiente de 10 grados hacia el interior como medida de precaución contra los frecuentes terremotos en la zona montañosa.

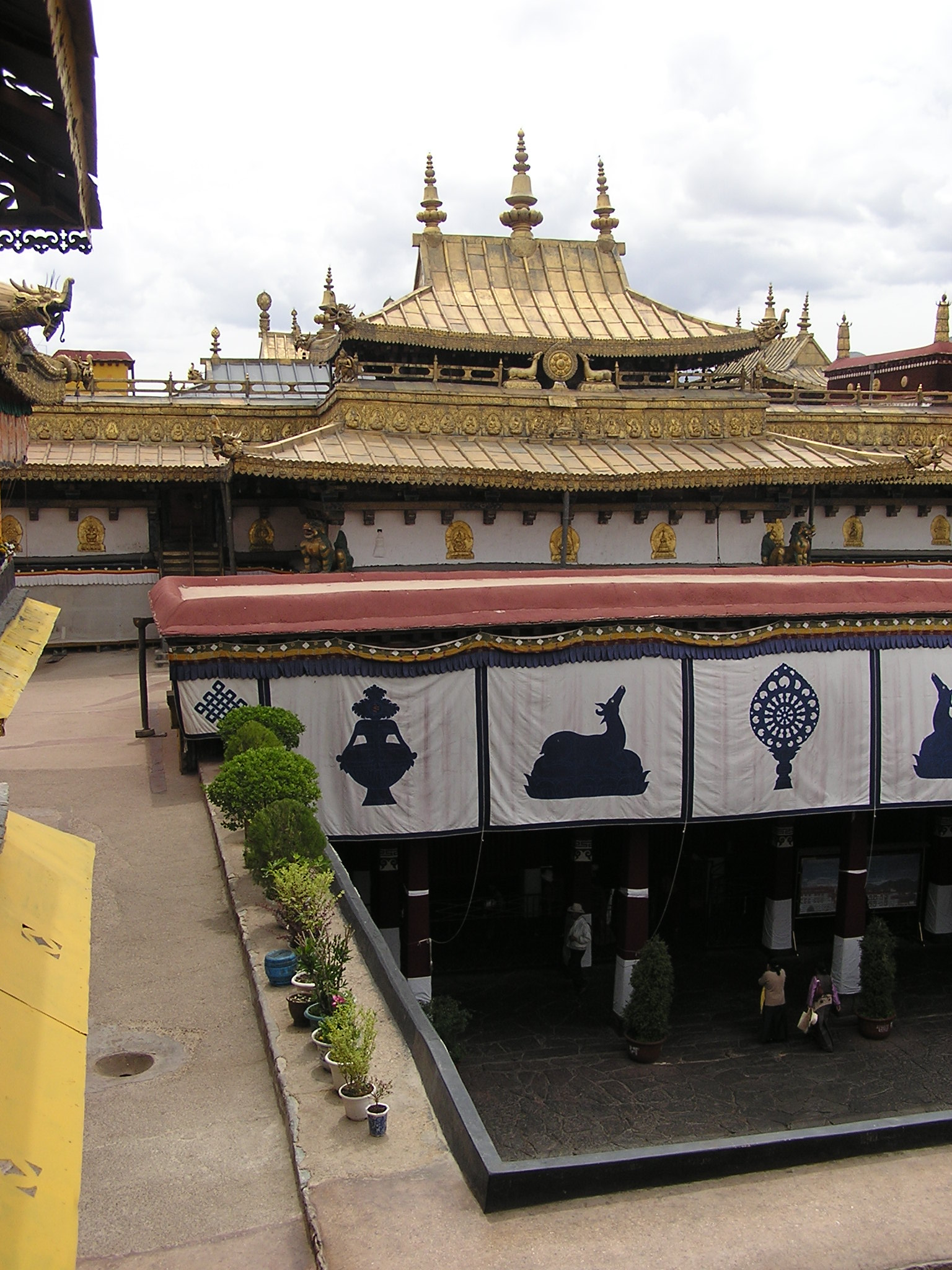
Techo de estilo chino en el templo de Jokhang de Lhasa.

El tipo de techo más común es plano, ya que ayuda a conservar el calor del interior y es más fácil eliminar la nieve de este. Sin embargo, los tejados de los edificios religiosos presentan planos inclinados dorados, con influencia arquitectónica de las regiones circundantes. De este modo, el techado del templo de Jokhang es de estilo chino, mientras que el monasterio de Samye sigue un diseño indio.

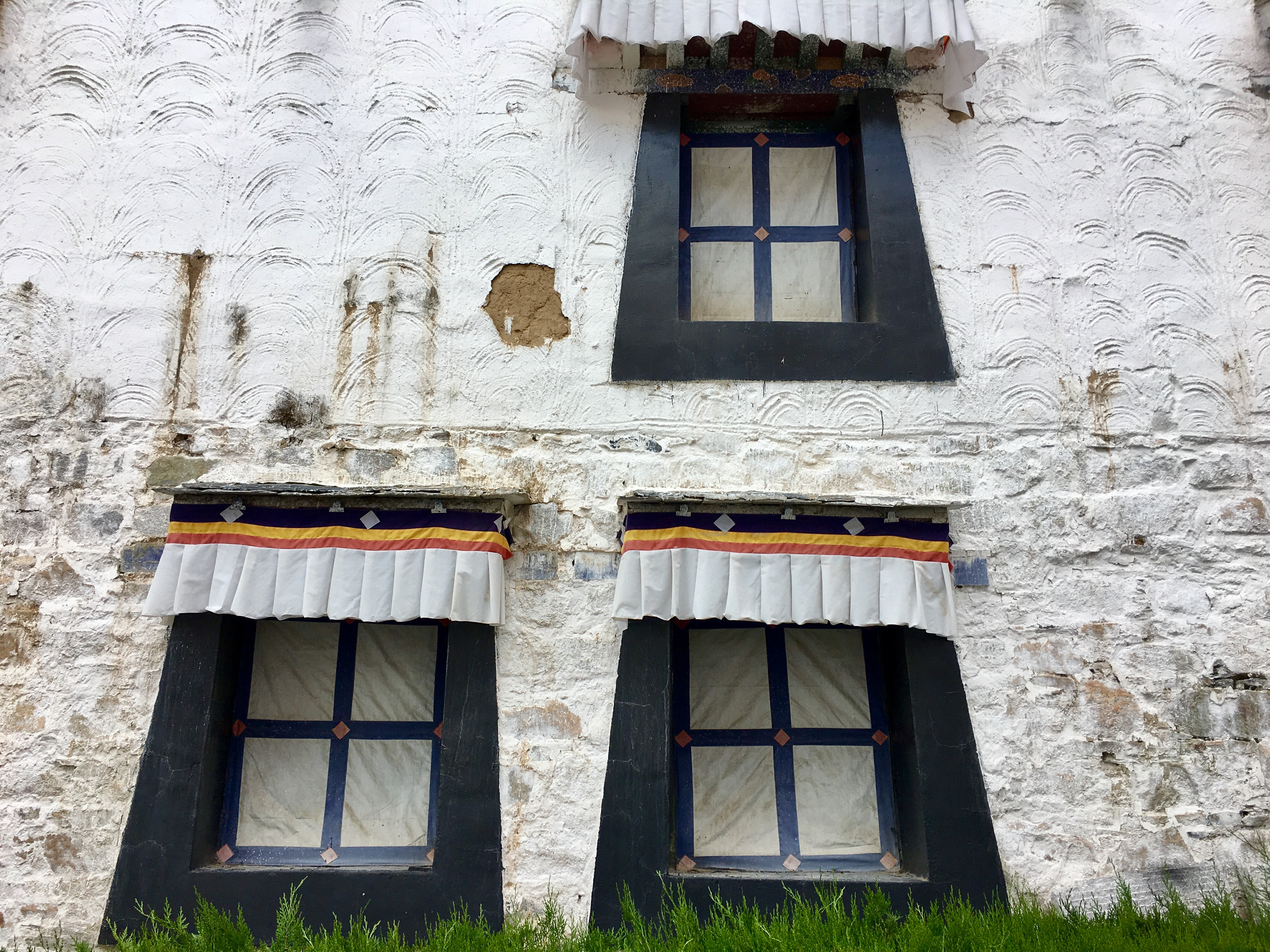
Ventanas enmarcadas en negro en el palacio de Potala.

Las ventanas suelen ser pequeñas para paliar el clima soleado y de temperaturas variadas del Tíbet. El marco, llamado baka, se pinta de negro y presenta forma de trapecio; este efecto incrementa el efecto visual de las ventanas estrechas. La parte superior cuenta con un alero cubierto con telas a rayas rojas, blancas y azules.
Los colores predominantes en la arquitectura tibetana —el rojo, el blanco y el negro— provienen de pigmentos naturales de tierra de la región. Estos colores representan a los espíritus que están sobre el cielo, en la tierra y bajo esta con el objetivo de obtener su protección. Mientras que el blanco simboliza la santidad, el rojo y sus diferentes tonalidades indican estatus y representan las enseñanzas de Buda; por este motivo muchos monasterios del Tíbet son de dicho color. Por otra parte, el negro se relaciona con la diosa protectora del Dharma, y se suele emplear en los marcos de las ventanas para ahuyentar a los espíritus malignos. El dorado también es un color bastante común que se relaciona con algunas escuelas budistas.

### Materiales

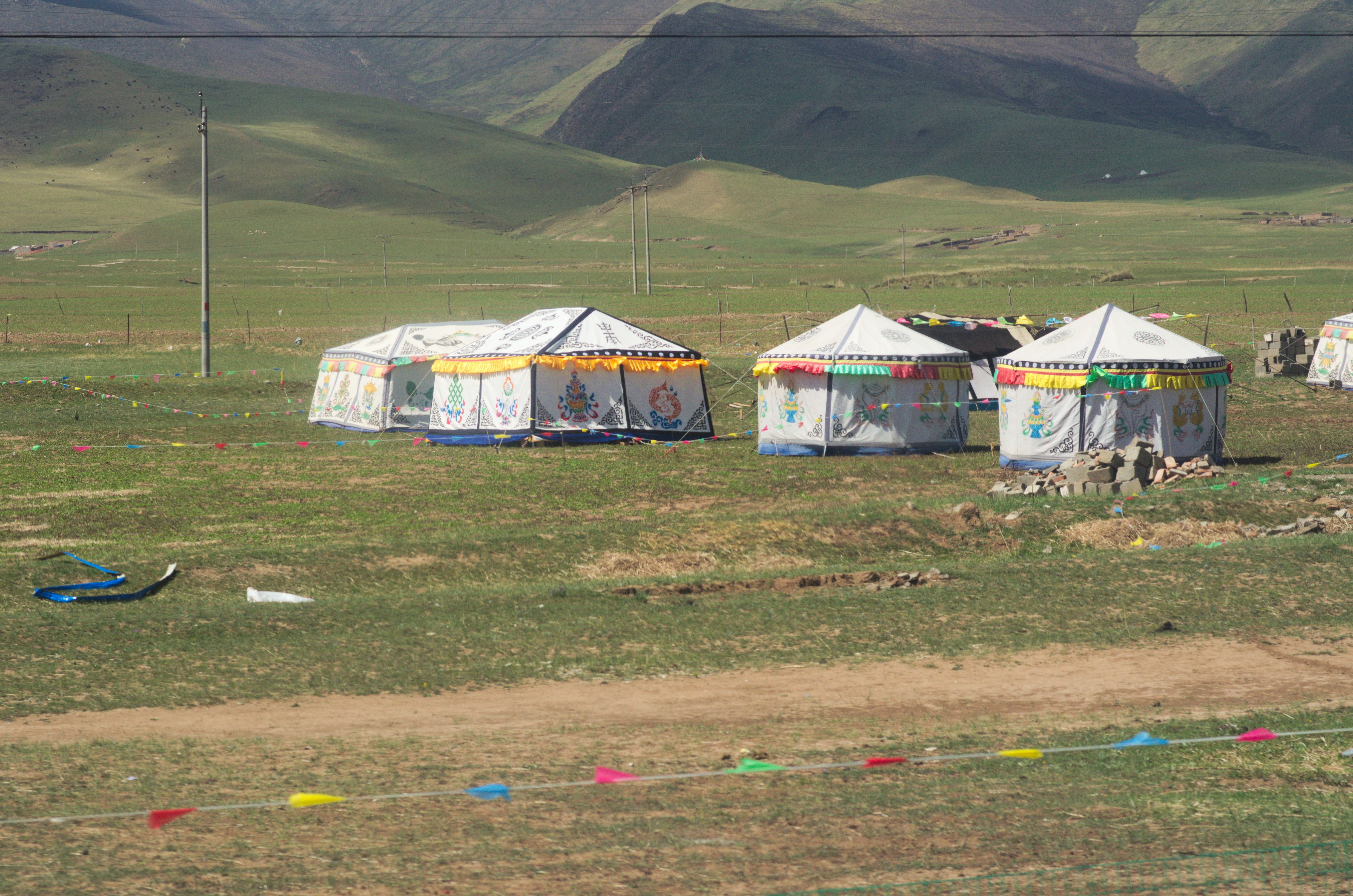
Tiendas decoradas cerca del lago Qinghai.

Los materiales típicamente empleados en la construcción de edificios en el Tíbet son abundantes en la zona, e incluyen la piedra, madera, cemento y tierra. Por otra parte, algunos pueblos nómadas utilizan lana de yak para cubrir sus tiendas en invierno. Durante la época estival, estos pastores utilizan en su lugar tiendas de campaña más simples, hechas de lona y fáciles de transportar.

### Ornamentación

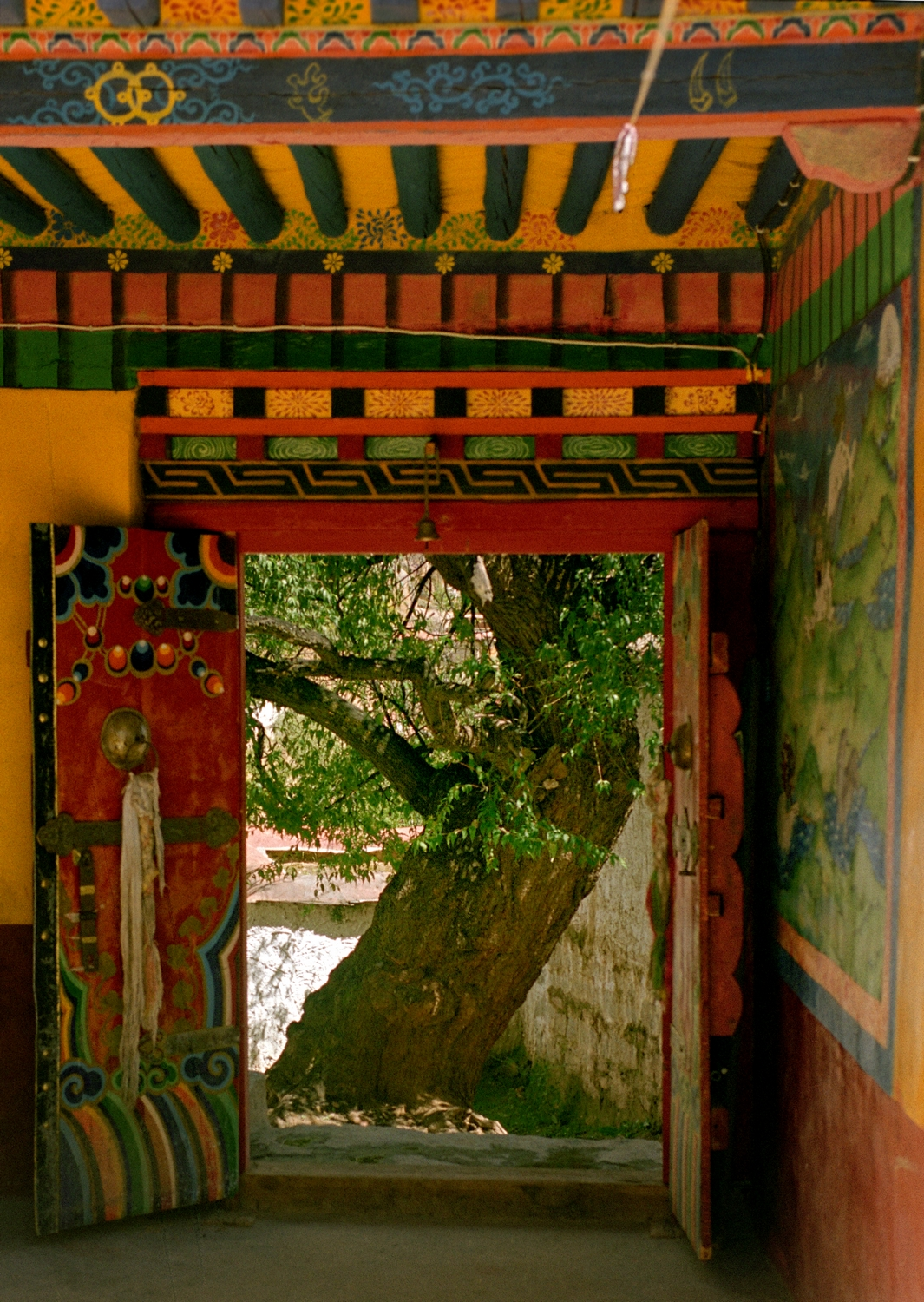
Interior de un convento de monjas.

Tanto edificios religiosos como civiles presentan diferentes tipos de tallas de maderas y pinturas en pilares y balaustradas. Los motivos más típicos son los relacionados al budismo, aunque también se pueden encontrar en palacios y monasterios decoraciones propias de la arquitectura de la dinastía Han. En las casas comunes, las puertas, techos y ventanas albergan la mayor parte de los ornamentos, incluyendo las banderas de plegaria.